# Оксфорд (Індіана)
Оксфорд (англ. Oxford) — місто (англ. town) в США, в окрузі Бентон штату Індіана. Населення — 1165 осіб (2020).

## Географія
Оксфорд розташований за координатами 40°31′20″ пн. ш. 87°14′54″ зх. д. / 40.52222° пн. ш. 87.24833° зх. д. (40.522092, -87.248388).  За даними Бюро перепису населення США в 2010 році місто мало площу 1,40 км², уся площа — суходіл.

## Демографія
Згідно з переписом 2010 року, у місті мешкали 1162 особи в 479 домогосподарствах у складі 306 родин. Густота населення становила 829 осіб/км².  Було 535 помешкань (382/км²).
Расовий склад населення:
| - 98,4 % — білих - 0,5 % — корінних американців - 0,1 % — чорних або афроамериканців - 0,1 % — азіатів |

До двох чи більше рас належало 0,6 %. Частка іспаномовних становила 0,7 % від усіх жителів.
За віковим діапазоном населення розподілялося таким чином: 25,0 % — особи молодші 18 років, 59,4 % — особи у віці 18—64 років, 15,6 % — особи у віці 65 років та старші. Медіана віку мешканця становила 39,6 року. На 100 осіб жіночої статі у місті припадало 95,3 чоловіків;  на 100 жінок у віці від 18 років та старших — 87,7 чоловіків також старших 18 років.
Середній дохід на одне домашнє господарство  становив 53 601 долар США (медіана — 45 682), а середній дохід на одну сім'ю — 63 339 доларів (медіана — 54 293). Медіана доходів становила 39 167 доларів для чоловіків та 31 528 доларів для жінок. За межею бідності перебувало 10,9 % осіб, у тому числі 6,4 % дітей у віці до 18 років та 1,1 % осіб у віці 65 років та старших.
Цивільне працевлаштоване населення становило 581 осіб. Основні галузі зайнятості: освіта, охорона здоров'я та соціальна допомога — 30,3 %, виробництво — 27,5 %, роздрібна торгівля — 14,3 %, будівництво — 7,1 %.